# 吉本吉兵衛

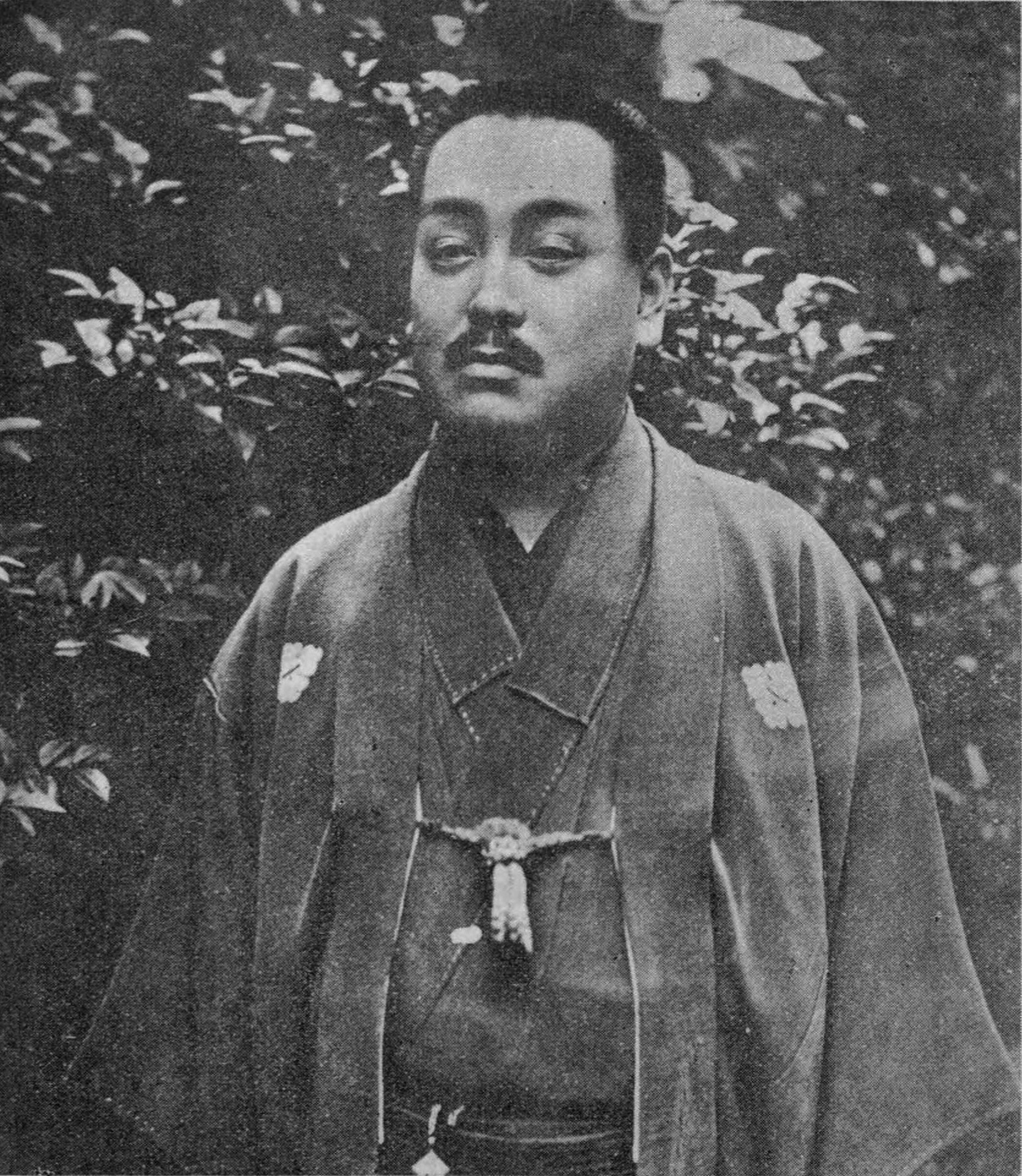
吉本吉兵衛

吉本 吉兵衛（よしもと きちべえ、1886年〈明治19年〉12月5日 - 1924年〈大正13年〉2月13日）は、吉本興業創業者、芸能プロモーター。大阪市東区内本町橋詰町（現・中央区本町橋）出身。本名は吉本 吉次郎、通称：吉本 泰三（よしもと たいぞう）。

## 人物・来歴
大阪内本町の荒物問屋「箸吉（）」の二男。「箸吉」は、高級料亭に箸を納める老舗荒物問屋であった。1910年4月に兵庫県明石市の米穀商の三女の林せい（吉本せい）と結婚。
同年11月に長女喜代子が誕生（以降2男・6女が誕生したが、多くは早世した。二男泰典は穎右と改名し、笠置シヅ子と交際したが、周囲に当初反対されたことや、穎右自身の早世により、結婚には至らなかった）。
若い頃から落語や芝居見物に夢中で、自らも剣舞演者として全国巡業に出たりしていた。そうした経緯もあり山崎豊子『花のれん』などの歴史小説では経営を妻に任せっきりにする道楽亭主として描かれることが多いが、矢野誠一『女興行師 吉本せい』では実質的に経営を指揮していたと書かれている。
1911年7月に父が隠居し吉本吉左衛門と改名を機に吉本吉兵衛と改名。1912年4月に夫婦で天満天神の裏門にあった寄席「第二文芸館」を入手。寄席経営をはじめる。1913年に吉本興行部（後の吉本興業）設立。1924年2月13日（2月12日とも）に急性心筋梗塞（または脳溢血とも）で死去。享年39（満37歳没）。

## 吉本吉兵衛を演じた人物
- 金田竜之介 - NHK大阪『横堀川 (テレビドラマ)』（1966-67年、役名は「河島吉三郎」）
- 藤竜也 - テレビ東京スペシャルドラマ『花のれん』（1995年、役名は「河島吉三郎」）
- 陣内智則 - 「吉本百年物語 大将と御寮ンさん・二人の夢」（2012年）
- あおい輝彦 -「笑う門には福来たる〜女興行師 吉本せい〜」（2016年）
- 松坂桃李 - NHK連続テレビ小説「わろてんか」（2017年 - 2018年、役名は「北村藤吉」）
- 伊藤英明 - テレビ朝日ドラマプレミアム山崎豊子生誕100年記念『花のれん』（2025年、役名は「河島吉三郎」)